# Cuarteto de cuerda n.º 4 (Mozart)
El Cuarteto de cuerda n.º 4 en do mayor, K. 157 fue escrito por Wolfgang Amadeus Mozart en Milán a finales de 1772 y estrenado a principios de 1773. Se trata del tercero de una serie de seis cuartetos, conocidos como Cuartetos milaneses, ya que fueron compuestos en Milán, mientras Mozart estaba trabajando en su ópera Lucio Silla.

## Estructura
Consta de tres movimientos:
1. Allegro.
2. Andante.
3. Presto.